# Hexobarbitál
A hexobarbitál (INN: hexobarbital) egy barbiturátszármazék, melynek altató és nyugtató hatása van.
Először az 1940-es években használták műtéti anesztézia indukálására, viszonylag gyorsan fellépő hatása és rövid hatástartama miatt.
Mivel nehéz vele finoman szabályozni az altatás mélységét, meglehetősen veszélyes, és mára felváltották más gyógyszerek, például a tiopentál.
A hexobarbitált mint gyorsan rövid ideig ható és altató tablettát is forgalmazzák.
A VIII. Magyar Gyógyszerkönyvben Hexobarbitalum    néven hivatalos.  